# Anochetus longispinus
Anochetus longispinus é uma espécie de formiga do gênero Anochetus, pertencente à subfamília Ponerinae.